# أوثو
ماركوس أوثو (باللاتينية: Marcus Otho) (ولد باسم ماركوس سالفيوس أوثو؛ 28 أبريل عام 32، 16 أبريل عام 69) كان إمبراطورًا رومانيًا استمر حكمه لمدة ثلاثة أشهر، منذ 15 يناير حتى 16 أبريل 69. كان الإمبراطور الثاني في عام الأباطرة الأربعة.
كان فردًا من عائلة أتروسكانية نبيلة، وكان في البداية صديقًا وخادمًا للإمبراطور الشاب نيرون إلى أن نفي فعليًا إلى منصب حاكم مقاطعة لوسيتانيا النائية في عام 58 بعد علاقة زوجته بوبايا سابينا مع نيرون. بعد فترة من حكمه المعتدل في المقاطعة، تحالف مع غالبا، حاكم هسبانيا تاراكونيس المجاورة، خلال الثورات في عام 68. رافق غالبا في مسيرته إلى روما، لكنه ثار على غالبا وقتله في بداية العام التالي.
قاد أوثو قوة كبيرة، بعد أن ورث عن غالبا مشكلة تمرد فيتليوس، تجابهت مع جيش فيتليوس في معركة بيدرياكوم. بعدما أسفر القتال الأولي عن 40 ألف إصابة، وبعد تراجع قواته، انتحر أوثو بدلًا من متابعة القتال وتم إعلان فيتليوس إمبراطورًا.

## بداية حياته
ولد أوثو بتاريخ 28 أبريل عام 32 ميلادي. كان جده سيناتورًا، ومنح كلوديوس والد أوثو مرتبة الشريف النبيل. يكتب عنه غرينهالف «أنه كان مدمنًا على الرفاهية والمتعة لدرجة غريبة حتى في سلالة رومانية». أحضرته امرأة عجوز محررة ليرافق الإمبراطور نيرون. تزوج أوثو عشيقة الإمبراطور بوبايا سابينا؛ أجبره نيرون أن يطلقها كي يتزوجها. نفى نيرون أوثو إلى مقاطعة لوسيتانيا في عام 58 أو 59 وعينه حاكمًا لها.
أثبت أوثو قدرته على تولي منصب حاكم لوسيتانيا. لم يغفر لنيرون زواجه من بوبايا حتى ذلك الحين. تحالف مع غالبا حاكم هسبانيا تاراكونيس المجاورة في التمرد الأخير ضد نيرون عام 68. انتحر نيرون لاحقًا في ذلك العام وأعلن مجلس الشيوخ غالبا إمبراطورًا في أكتوبر من عام 68. رافق أوثو الإمبراطور الجديد إلى روما في أكتوبر عام 68. حارب جيش غالبا قبل دخولهم المدينة ضد فيلق كان قد جهزه نيرون.

### نظرة عامة عن الإمبراطور غالبا
رفض الفيلق الرابع والثاني والعشرين في جرمانيا العليا أن يعلنا ولاءهما للإمبراطور في اليوم الذي تولى فيه غالبا منصب القنصل، إلى جانب تيتوس فينيوس بتاريخ 1 يناير عام 69. أطاحوا بتماثيل غالبا وطالبو أن يتم اختيار إمبراطور جديد. رفض جنود جرمانيا الدنيا في اليوم التالي أيضًا أن يعلنوا الولاء وأعلنوا حاكم المقاطعة، أولوس فيتليوس إمبراطورًا. حاول غالبا أن يثبت سلطته كإمبراطور معترف به من خلال اختياره للنبيل لوسيوس كالبورنيوس بيزو ليسينيانوس ليكون خلفًا له، وهو إجراء أثار استياء أوثو. قتل غالبا على يد جنود الحرس الإمبراطوري الروماني في 15 يناير، تلاه بعد فترة وجيزة فينيوس وبيسو. وضعت رؤوسهم على أعمدة وأعلن أوثو إمبراطورًا.

## الانحدار والسقوط
قبل، أو بدا أنه بدأ يقبل، لقب نيرون الذي منحته إياه صيحات الجماهير، الذين ذكرهم شبابه النسبي ومظهره المخنث بإمبراطورهم المفضل الذين فقدوه. تم نصب تماثيل نيرون مجددًا، وأعيد تعيين رجاله المحررين وضباط الأسرة (بما فيهم ذلك الصبي الشاب المخصي سبوروس والذي تزوجه نيرون وعاش معه أوثو بحميمية لاحقًا)، وتم الإعلان عن الاكتمال المنشود للبيت الذهبي.
في الوقت نفسه، تلاشت مخاوف المواطنين المعتبرين والراشدين بسبب إعلانات أوثو الليبرالية عن نيته أن يحكم بإنصاف، وبسبب رأفته الحكيمة تجاه أولوس ماريوس سيلسوس، الملقب بالقنصل والمخلص لغالبا. سرعان ما أدرك أوثو أن الإطاحة بإمبراطور أسهل بكثير من الحكم كإمبراطور: وفقًا لسويتونيوس فإن أوثو قال في أحد المرات «إنني بالكاد أستطيع العزف على المزامير» (إشارة منه إلى القيام بشيء يتجاوز قدرة المرء عليه).